# Persone di nome Sally
| Questa pagina contiene informazioni ricavate automaticamente dalle voci biografiche con l'ausilio del template Bio e di un bot. L'aggiornamento è periodico e automatico e ricostruisce completamente la pagina. Se manca una persona in questa lista, sei pregato di non aggiungerla, ma accertati piuttosto che la sua voce biografica contenga il template Bio e che i dati anagrafici siano correttamente compilati. Se il template Bio manca, inseriscilo tu stesso o, in alternativa, metti l'avviso {{tmp\|Bio}} che ne segnala la mancanza. Se i dati riportati sono sbagliati, correggi direttamente la voce biografica; le modifiche saranno visibili in questa lista entro pochi giorni. Per chiarimenti vedi il progetto antroponimi. La lista contiene solo le 64 persone che sono citate nell'enciclopedia e per le quali è stato implementato correttamente il template Bio. Pagina aggiornata al 7 apr 2025. |

Questa è una lista di persone presenti nell'enciclopedia che hanno il nome Sally, suddivise per attività principale.

## Astronaute(1)
- Sally Ride, astronauta statunitense (Los Angeles, n. 1951 - La Jolla, † 2012)

## Attiviste(2)
- Sally Fallon Morell, attivista, saggista e docente statunitense (Santa Monica, n. 1948)
- Sally Miller Gearhart, attivista e scrittrice statunitense (Pearisburg, n. 1931 - Ukiah, † 2021)

## Attrici(21)
- Sally Blane, attrice statunitense (Salida, n. 1910 - Los Angeles, † 1997)
- Sally Dexter, attrice e cantante britannica (n. 1960)
- Sally Eilers, attrice statunitense (New York City, n. 1908 - Woodland Hills, † 1978)
- Sally Field, attrice statunitense (Pasadena, n. 1946)
- Sally Forrest, attrice statunitense (San Diego, n. 1928 - Beverly Hills, † 2015)
- Sally Fraser, attrice statunitense (Williston, n. 1932 - Harrison, † 2019)
- Sally Hawkins, attrice britannica (Londra, n. 1976)
- Sally Ann Howes, attrice e cantante britannica (Londra, n. 1930 - Palm Beach Gardens, † 2021)
- Sally Kellerman, attrice statunitense (Long Beach, n. 1937 - Los Angeles, † 2022)
- Sally Kirkland, attrice statunitense (New York, n. 1941)
- Sally Long, attrice e ballerina statunitense (Kansas City, n. 1901 - Newport Beach, † 1987)
- Sally Mayes, attrice e cabarettista statunitense (Livingston, n. 1954)
- Sally Mortemore, attrice britannica (Aylesbury, n. 1961)
- Sally O'Neil, attrice statunitense (Bayonne, n. 1908 - Galesburg, † 1968)
- Sally Phillips, attrice britannica (Hong Kong, n. 1969)
- Sally Phipps, attrice statunitense (Oakland, n. 1911 - New York City, † 1978)
- Sally Pressman, attrice e ballerina statunitense (New York, n. 1981)
- Sally Rand, attrice e ballerina statunitense (Elkton, n. 1904 - Glendora, † 1979)
- Sally Struthers, attrice statunitense (Portland, n. 1947)
- Sally Ann Triplett, attrice e cantante inglese (Londra, n. 1962)
- Sally Wheeler, attrice statunitense (Winter Haven, n. 1970)

## Calciatori(1)
- Sally Sarr, ex calciatore francese (Le Havre, n. 1986)

## Cantanti(3)
- Sally Doherty, cantante e flautista britannica (Wiltshire, n. 1971)
- Sally Nyolo, cantante, cantautrice e produttrice discografica camerunese (Monatélé, n. 1965)
- Sally Yeh, cantante cinese (Taipei, n. 1961)

## Cantautrici(1)
- Sally Seltmann, cantautrice australiana (Sydney, n. 1975)

## Cestiste(2)
- Sally Farmer, ex cestista neozelandese (Christchurch, n. 1976)
- Sally Nerren, cestista statunitense (Lufkin, n. 1944 - Cleveland, † 2008)

## Danzatrici(1)
- Sally Gilmour, ballerina britannica (Sungai Lembing, n. 1921 - Sydney, † 2004)

## Fotografe(2)
- Sally Bush, fotografa e filantropa statunitense (Salem, n. 1860 - Salem, † 1946)
- Sally Mann, fotografa statunitense (Lexington, n. 1951)

## Giornaliste(2)
- Sally Kirkland, giornalista statunitense (El Reno, n. 1912 - New York, † 1972)
- Sally Buzbee, giornalista statunitense (Walla Walla, n. 1965)

## Hockeiste su prato(1)
- Sally Walton, ex hockeista su prato britannica (n. 1981)

## Ingegnere(1)
- Sally Floyd, ingegnere e informatica statunitense (Berkeley, † 2019)

## Judoka(2)
- Sally Conway, judoka britannica (Bristol, n. 1987)
- Sally Raguib, judoka gibutiana (n. 1996)

## Matematiche(1)
- Sally Cockburn, matematica canadese (Ottawa, n. 1960)

## Medici(1)
- Sally Mayer, medico tedesco (Mayen, n. 1889 - Campo di concentramento di Auschwitz, † 1944)

## Mezzofondiste(1)
- Sally Kipyego, mezzofondista e maratoneta keniota (Kapsowar, n. 1985)

## Mezzosoprani(1)
- Sally Burgess, mezzosoprano, attrice e regista teatrale sudafricana (Durban, n. 1953)

## Montatrici(1)
- Sally Menke, montatrice statunitense (Mineola, n. 1953 - Los Angeles, † 2010)

## Musiciste(1)
- Sally Oldfield, musicista e cantante britannica (Dublino, n. 1947)

## Ostacoliste(2)
- Sally Gunnell, ex ostacolista e velocista britannica (Chigwell, n. 1966)
- Sally Pearson, ex ostacolista e velocista australiana (Sydney, n. 1986)

## Pittrici(1)
- Sally Davies, pittrice e fotografa canadese (Winnipeg, n. 1956)

## Politiche(2)
- Sally Greengross, politica britannica (Hendon, n. 1935 - † 2022)
- Sally Oppenheim-Barnes, politica britannica (Dublino, n. 1928 - Dublino, † 2025)

## Registe(1)
- Sally El Hosaini, regista e sceneggiatrice britannica (Swansea, n. 1976)

## Sceneggiatrici(1)
- Sally Wainwright, sceneggiatrice, produttrice televisiva e regista britannica (Huddersfield, n. 1963)

## Sciatrici alpine(1)
- Sally Knight, ex sciatrice alpina statunitense (Waitsfield, n. 1969)

## Scrittrici(6)
- Sally Beauman, scrittrice, critica letteraria e giornalista britannica (Devon, n. 1944 - † 2016)
- Sally Emerson, scrittrice britannica (n. 1954)
- Sally Gardner, scrittrice e illustratrice britannica (Londra, n. 1954)
- Sally Morgan, scrittrice e illustratrice australiana (Perth, n. 1951)
- Sally Rooney, scrittrice, poetessa e saggista irlandese (Castlebar, n. 1991)
- Sally Salminen, scrittrice finlandese (Vårdö, n. 1906 - Copenaghen, † 1976)

## Tenniste(3)
- Sally Irvine, ex tennista australiana
- Sally Moore, ex tennista e artista statunitense (Long Beach, n. 1940)
- Sally Peers, ex tennista australiana (Melbourne, n. 1991)

## Senza attività specificata(1)
- Sally Hemings, statunitense (contea di Charles City, n. 1773 - Charlottesville, † 1835)